# محمدحسین بنی‌اسدی
محمدحسین بنی‌اسدی (۱۳۲۱) معروف به حسین بنی‌اسدی سیاستمدار و فعال سیاسی، عضو شورای مرکزی و دبیرکل نهضت آزادی است که داماد مهدی بازرگان و وزیر مشاور در امور اجرایی در کابینه دولت موقت بود. او جزو امضاکنندگان نامه نود امضایی به رییس جمهور وقت هاشمی رفسنجانی در سال ۶۹ بود که به همان خاطر بازداشت و شکنجه شد. او همچنین در بازداشت‌های گسترده اعضای نهضت آزادی و شورای فعالان ملی-مذهبی  اسفند ۱۳۷۹ و فروردین ۱۳۸۰ بازداشت شده و چندین ماه در سلول‌های انفرادی بازداشتگاه اطلاعات سپاه بود. 

## تحصیلات
بنی اسدی در سال ۱۳۴۰ در رشته پزشکی دانشگاه تهران پذیرفته شد ولی به علت علاقه به رشته مهندسی برای ادامه تحصیل به خارج از ایران رفته و در سال ۱۳۴۶ به ایران بازگشت. بنی اسدی کارشناسی ارشد مهندسی صنایع و دکترا در رشته مدیریت و علوم نظام‌های اجتماعی دارد.
او در همین سال با دختر مهدی بازرگان ازدواج کرده و به فعالیت در زمینه‌های فنی و مهندسی می‌پردازد.

## فعالیت‌های سیاسی
بنی اسدی در ابتدا از علاقه‌مندان به نهضت خداپرستان سوسیالیست و حزب مردم ایران بود و پس از آشنایی با مهندس بازرگان به عضویت و فعالیت در نهضت آزادی می‌پردازد. او در کنگره سال۱۳۵۸ به عضویت در شورای مرکزی نهضت آزدی انتخاب شد. بنی اسدی عضو ستاد انتخاباتی نهضت آزادی در نخستین دوره ریاست جمهوری بود که پس از موضع‌گیری حسن حبیبی در حمایت از گروگانگیری سفارت آمریکا از ستاد او خارج شد. بنی اسدی در  ۱۰ خرداد ۱۴۰۳ با رأی اکثریت قاطع شورای مرکزی به سمت دبیرکل نهضت آزادی ایران انتخاب شد.